# Богатовское сельское поселение
Богатовское се́льское поселе́ние (укр. Багатівське сільське́ посе́лення, крымскотат. Багъча Эли кой юрту, Bağça Eli köy yurtu) — муниципальное образование в Белогорском районе Республики Крым России.
Административный центр — село Богатое.

## География
Расположено в восточной части Белогорского района, в горах Внутренней гряды Крымских гор, в верхней части долины Кучук-Карасу.

## Население
| 2001  | 2014  | 2015  | 2016  | 2017  | 2018  | 2019  |
| ----- | ----- | ----- | ----- | ----- | ----- | ----- |
| 1921  | ↘1738 | ↗1739 | ↗1746 | ↘1735 | ↗1759 | ↗1760 |
| 2020  | 2021  |       |       |       |       |       |
| ↗1779 | ↗1980 |       |       |       |       |       |

## Состав
В состав сельского поселения входят 7 населённых пунктов:
| № | Населённый пункт | Тип населённого пункта       | Население |
| - | ---------------- | ---------------------------- | --------- |
| 1 | Богатое          | село, административный центр | ↘973      |
| 2 | Горлинка         | село                         | ↘62       |
| 3 | Красная Слобода  | село                         | ↘138      |
| 4 | Мелехово         | село                         | ↗74       |
| 5 | Поворотное       | село                         | ↗111      |
| 6 | Русское          | село                         | ↘173      |
| 7 | Черемисовка      | село                         | ↘207      |

## История
До 1926 года был образован Бахчи-Элинский сельсовет Указом Президиума Верховного Совета РСФСР от 21 августа 1945 года он был переименован в Богатовский сельский совет.
На 15 июня 1960 года в его составе числились следующие сёла:

| - Богатое - Горлинка - Еленовка - Земляничное - Красная Слобода | - Мелехово - Поворотное - Радостное - Родники | - Русское - Синекаменка - Хмели - Черемисовка |

Статус и границы Богатовского сельского поселения установлены Законом Республики Крым от 5 июня 2014 года № 15-ЗРК «Об установлении границ муниципальных образований и статусе муниципальных образований в Республике Крым».